# Marsilea tenax
Marsilea tenax là một loài dương xỉ trong họ Marsileaceae. Loài này được Peter mô tả khoa học đầu tiên năm 1928.
Danh pháp khoa học của loài này chưa được làm sáng tỏ. 